# Corticaria aethiops
Corticaria aethiops là một loài bọ cánh cứng trong họ Latridiidae. Loài này được Grouvelle miêu tả khoa học năm 1914.